# Richard-paradoxon
A Richard-paradoxon a halmazelméletben fellépő paradoxon, ami a természetes számok értelmezésével kapcsolatban lép fel. A paradoxont Jules Richard írta le 1905-ben.

## A paradoxon megfogalmazása
Az világos, hogy magyar nyelven bármelyik természetes szám leírható pusztán betűk, illetve betűkből alkotott szavak segítségével. Például a háromszáznegyven egyértelműen meghatároz egy (és pontosan egy) természetes számot. Kevésbé triviális, de például lehet a definíció az alábbi formában is: A húsz és a tizenhét számok szorzata. Ez az előbbi szám egy másik alakja. Ilyen módon leírhatunk véges sok betű és szóköz (a továbbiakban karakter) használatával.
Ezek után alkothatunk egy halmazt az alábbi állítás alapján:
```
A legfeljebb száz karakterrel leírható természetes számok.
```

Látszólag ez egy teljesen normális halmaz, hiszen minden számról el lehet dönteni a lehetséges leírásai alapján, hogy elegendő-e ehhez száz karakter. Legyen ez a {\displaystyle H} halmaz. Ennek a halmaznak, miután véges sok, legfeljebb száz karakterrel leírható szám van, van legnagyobb eleme. Nézzük most egy szám meghatározását:
```
A 

  

    

      

        
H

      

    

    
{\displaystyle H}

  

 halmaz legnagyobb eleménél eggyel nagyobb szám.
```

Ez a leírás száznál kevesebb karaktert tartalmaz, tehát eleme {\displaystyle H}-nak, ugyanakkor a definíció értelmében nem eleme {\displaystyle H}-nak!
A paradoxont az okozza, hogy az értelmes leírásokat nem értelmeztük, azaz nem tudjuk eldönteni, hogy egy szám adott leírása értelmes-e. Világos ugyanis, hogy egy adott leírás értelmessége jelen helyzetben teljesen szubjektív megítélés alá esik, így semmiképpen sem tekinthetjük matematikai állításnak. A paradoxon feloldására tehát a matematikailag egyértelmű, objektív eldönthető kijelentések megkövetelése alkalmas.

## Alternatív megfogalmazások
1. Legyen {\displaystyle R} a magyar nyelven definiálható valós számok halmaza. Világos, hogy ez megszámlálható halmaz, hiszen csak megszámlálhatóan sokféle definíciót tudunk képezni véges sok karakter felhasználásával. Rendezzük a definíciókat mondjuk lexikografikusan, majd valamilyen átlós módszerrel alkossunk egy új valós számot. Ez biztosan nem lesz benne {\displaystyle R}-ben, ugyanakkor a definíciója miatt benne kellene lennie.[1]
2. Legyen {\displaystyle I} az érdekes természetes számok halmaza. Keressük most a legkisebb természetes számot, ami nincsen benne {\displaystyle I}-ben! Dehát ha keressük, akkor az egy érdekes szám!